# 연락선

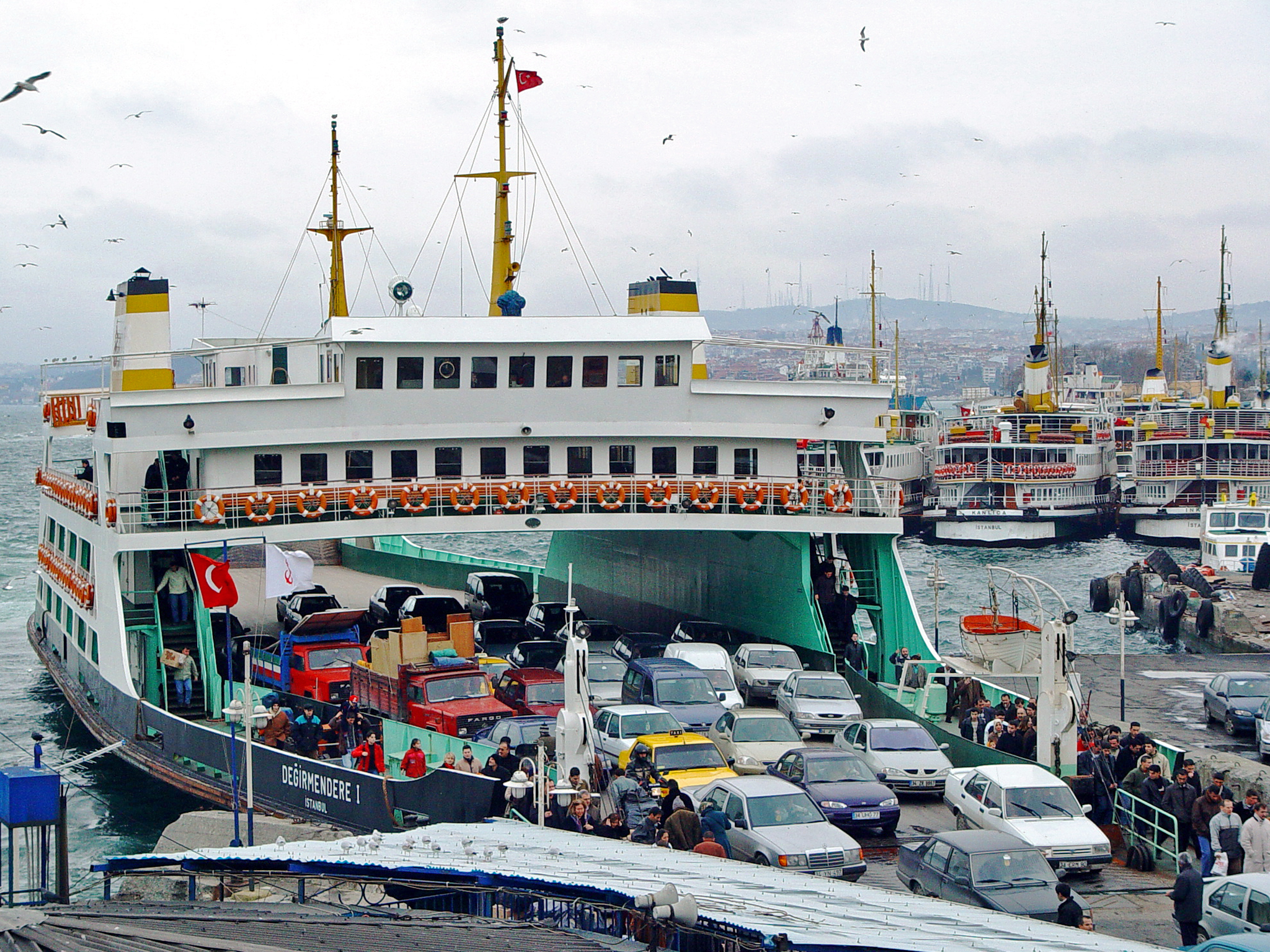
터키 이스탄불에 정박 중인 연락선

연락선(連絡船, 문화어: 련락선) 또는 페리(영어: ferry)는 승객, 차량, 화물 등을 싣고 수역을 오가며 수역 양쪽 육지 교통을 연결해주는 상선이다.
이탈리아 베니스 등 정선장이 많은 소형 여객선을 수상택시 또는 수상버스라고도 한다.
연락선은 많은 수변 도시와 섬의 대중 교통 시스템의 일부를 형성하여 교량이나 터널보다 훨씬 낮은 자본 비용으로 지점 간 직접 이동을 가능하게 한다. 훨씬 더 먼 거리의 선박 연결(예: 지중해와 같은 수역의 장거리)은 페리 서비스라고도 하며 많은 경우 차량을 운반한다.

## 같이 보기
- 상선